# Encore une danse
Pour plus de détails, voir Fiche technique et Distribution.
Encore une danse est une comédie dramatique road movie argentino-espagnole de 2023 réalisée par Marina Seresesky. Le film raconte l'histoire d'un ex-couple de danseurs de tango mythique et oublié qui entreprennent un voyage par la route pour se remémorer de vieux souvenirs et affronter leurs peurs. Les rôles principaux sont tenus par Darío Grandinetti, Mercedes Morán et Jorge Marrale.
La sortie mondiale du film a eu lieu le 14 mars 2023 au Festival de Málaga, alors qu'il est sorti dans les salles espagnoles le 5 avril et en Argentine le 20 avril de la même année,,. Le 7 juin, Encore une danse est lancé sur la plate-forme Star+.

## Synopsis
Le film raconte l'histoire de Carlos, un ex-danseur de tango, aujourd'hui acteur résidant en Espagne, qui reçoit un appel depuis Buenos Aires l'informant que son ancienne compagne de danse, Margarita, est morte. Lorsqu'il arrive à la veillée funèbre apparaît Pichuquito, un vieil ami qui l'emmène à un club, où se trouve Margarita vivante, et qui lui apprend qu'ils ont eu un fils, maintenant âgé de 40 ans. C'est ainsi qu'ils entreprennent tous les trois un voyage dans une fourgonnette pour rencontrer ce fils qui habite à Mendoza.

## Distribution
- Darío Grandinetti est Juan Carlos Moreno
- Mercedes Morán est Margarita
- Jorge Marrale est Pichuquito
- Pastora Vega est Elvira
- Agostina Pozzi est Julia
- Lautaro Zera est Pupi
- Marcelo Xicarts est Badu
- Carolina Sobisch est Malena
- Pepe Novoa est Roberto
- Marcelo Lacerna est Sargento
- Santiago Caranza est Carlitos

## Réception

### Critiques
Le film reçoit des critiques moyennement positives de la part de la critique spécialisée. Guillermo Courau de La Nación juge que « Encore une danse est un film aussi tendre qu'amer, non dénué de touches d'humour noire qui contribuent à adoucir un peu son essence taciturne ». Laura Pérez de Fotogramas estime que la plus grande réussite du film « ont les dialogues du couple» et l'impeccable interprétation de Marrale, mais que le pire est son «début qui complique par sa forme ce qui est simple ».
Pour sa part, Pablo Scholz de Clarín loue le film, en disant qu'il « y a assez d'humour noir dans le film, une acuité dans les traits d'esprit, pour contourner les quelques moments où l'intrigue frôle la plus pure sensiblerie », tandis que « le rythme ne décline pas et la lumière est naturelle ». Ezequiel Boetti de Página/12 donne un 5 au film, estimant que « la réalisatrice Marina Seresesky déploie un arc dramatique qui rappelle ceux de Juan José Campanella, outre une empreinte de chroniqueuse ancrée dans d'autres époques du cinéma argentin ».